# 87ª squadra
87ª squadra (87th Precinct) è una serie televisiva statunitense ispirata alla serie di romanzi e racconti di Ed McBain dell'87º Distretto e andata originariamente in onda sulla NBC nella stagione televisiva 1961-1962.

## Trama
La serie si concentra sui casi capitanati dai detective della Polizia dell'87º distretto di Manhattan Steve Carella, Bert Kling e Roger Havilland.

## Episodi
| Stagioni               | Episodi | Prima TV USA | Prima TV Italia |
| ---------------------- | ------- | ------------ | --------------- |
| Prima e unica stagione | 30      | 1961-1962    | 1963            |